# Feuillen de Fosses
Feuillen de Fosses, est un moine irlandais du VIIe siècle, missionnaire en Belgique et fondateur de l’abbaye de Fosses-la-Ville. Il est un saint inscrit au Martyrologe romain et célébré le 31 octobre.

## Vocation monastique
Les trois saints frères, Ultan, Fursy (Fursey) et Pholian (plus tard Feuillen) quittèrent leur pays natal d'Irlande alors dévasté par des invasions étrangères, pour se retirer sur une île. De là ils passèrent au pays des Anglo-Saxons, au Suffolk, où, grâce au roi Sigeberht d'Est-Anglie, ils établirent une communauté monastique à Cnobheresburg, vers 634, dans une forteresse de l'époque romaine, endroit identifié en général à Burgh Castle, tout près de Great Yarmouth et non loin de Lowestoft. 
Fursy quitta la communauté vers 643 pour passer une année seul avec son frère Ultan dans un ermitage, laissant la direction du monastère à Feuillen. Environ un an plus tard, il quitta l'Est-Anglie pour de bon et s'établit en Neustrie à Lagny-sur-Marne : Feuillen devint alors abbé de Cnobheresburg. Puis, à la suite d’une des nombreuses guerres qui opposèrent le roi chrétien des Angles de l'Est, Anna (dont la fille Æthelburh et la belle-fille Sæthryth habitaient à l'abbaye de Faremoutiers), et ses voisins païens, ce dernier dut s'exiler, le monastère fut pillé et détruit, et les moines furent faits prisonniers. Feuillen paya la rançon exigée pour la libération de ses moines, rassembla les saints livres et précieuses reliques qui avaient échappé au pillage et traversa la Manche pour se réfugier au royaume des Francs, où son frère Fursy l'avait précédé comme missionnaire,.

## À Péronne et à Nivelles
Feuillen et ses compagnons furent bien accueillis à Péronne (Somme) par Erchinoald, maire du palais. Cependant, pour des raisons qui ne sont pas claires, ils quittèrent Péronne pour se rendre à Nivelles où se trouvaient déjà des moines irlandais. Sainte Gertrude de Nivelles, de famille aisée et cultivée — les Pippinides — (et sœur de Grimoald), y était abbesse d’un monastère double. Se liant d’amitié avec Feuillen qui, selon la tradition des moines irlandais était abbé-évêque, elle le mit à contribution pour l’organisation de son monastère, surtout dans le domaine de l’enseignement de la Loi divine (les Saintes Écritures) et de la célébration de l'office divin.

## Fondation de Fosses
Cependant, désirant évangéliser les populations au sud de la Sambre, Gertrude mit son domaine de Fosses-la-Ville à la disposition de Feuillen et de ses moines irlandais. Ils s’y établirent et construisirent un monastère (vers 650) qui fut placé sous la règle de saint Colomban. Les moines connurent rapidement un grand rayonnement missionnaire, mais Feuillen ne le vit pas. En 655, lors d’un déplacement, — il rentrait de Nivelles à Fosses, — le saint et ses compagnons furent assassinés par des bandits. Son frère Ultan lui succéda à la tête de l'abbaye de Fosses.

## Vénération et souvenir

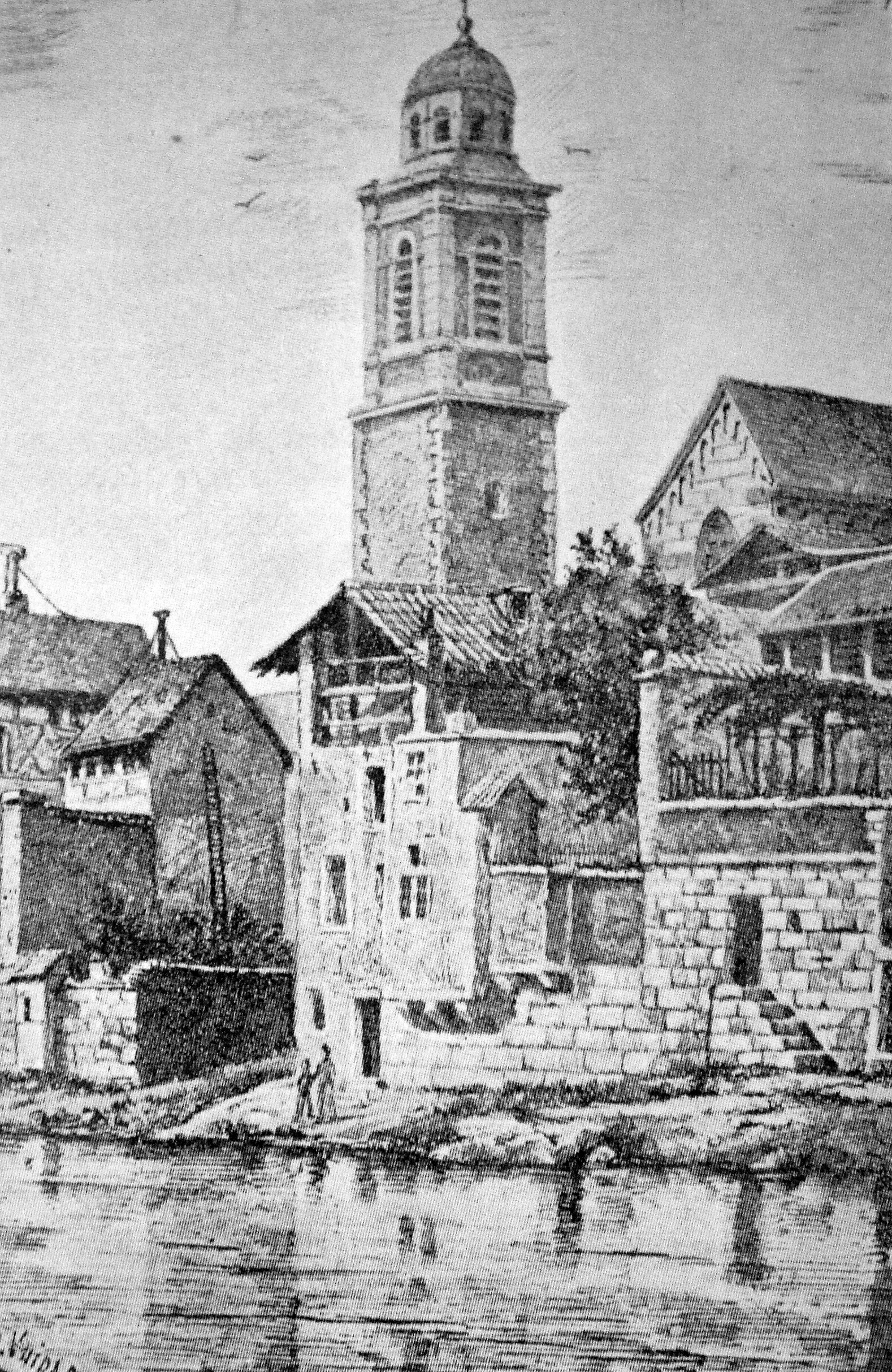
Église Saint-Pholien à Liège

Parmi les nombreux moines irlandais qui évangélisèrent l'Austrasie de l’époque (la partie sud de la Belgique d’aujourd’hui), Feuillen est un des mieux connus. Grâce à ses contacts avec Erchinoald, maire du palais de Péronne et les membres de la famille de Pépin de Landen (dont Gertrude de Nivelles était la fille), il put jouer un rôle influent dans la christianisation de la région. 
- Saint Feuillen est honoré à Nivelles, à Fosses-la-Ville (collégiale Saint-Feuillen) et au Rœulx. À Aix-la-Chapelle (Aachen) en Allemagne se trouve également une église Saint-Feuillen (Foillan). À Liège il y a l'église Saint-Pholien. L'église d'Omezée en Wallonie est placée sous son vocable.
- Au XIIe siècle, la grande dévotion populaire dont il faisait l'objet conduisit Philippe de Harveng, prieur de Bonne-Espérance, à écrire sa biographie.
- Dans le diocèse de Namur la fête liturgique de saint Feuillen de Fosses est célébrée le 3 octobre, dans celui de Malines le 5 novembre.
- Une marche septennale, la « Saint-Feuillen », commémore la fondation du monastère et de la collégiale à Fosses-la-Ville.

## Art
- École picarde, Translation de la châsse de Saint Foillan à Abbeville, huile transposée sur toile, vers 1490, 78x58cm, conservée au musée Condé, château de Chantilly[8].

## Source
- Alain Dierkens, Abbayes et chapitres entre Sambre et Meuse (VIIe – XIe siècles) : Contribution à l'histoire religieuse des campagnes du Haut Moyen Âge, Sigmaringen, Jan Thorbecke, 1985, 375 p. (ISBN 3-7995-7314-3, lire en ligne).